# FA Cup 2002-2003
La FA Cup 2002-2003 è stata la centoventiduesima edizione della competizione calcistica più antica del mondo. È stata vinta dall'Arsenal contro il Southampton.

## Calendario
| Turno                           | Data             |
| ------------------------------- | ---------------- |
| Turno extra preliminare         |                  |
| Turno preliminare               |                  |
| Primo turno di qualificazione   |                  |
| Secondo turno di qualificazione |                  |
| Terzo turno di qualificazione   | 12 ottobre 2002  |
| Quarto turno di qualificazione  | 26 ottobre 2002  |
| Primo turno                     | 16 novembre 2002 |
| Secondo turno                   | 7 dicembre 2002  |
| Terzo turno                     | 4 gennaio 2003   |
| Quarto turno                    | 25 gennaio 2003  |
| Quinto turno                    | 15 febbraio 2003 |
| Sesto turno                     | 8 marzo 2003     |
| Semifinali                      | 13 aprile 2003   |
| Finale                          | 17 maggio 2003   |

## Primo turno
| Incontro | Squadra in casa    | Risultato     | Squadra fuori casa     | Data             | Spettatori |
| -------- | ------------------ | ------------- | ---------------------- | ---------------- | ---------- |
| 1        | Chesterfield       | 1-2           | Morecambe              | 16 novembre 2002 | 3.703      |
| 2        | Bournemouth        | 2-1           | Doncaster              | 16 novembre 2002 | 5.371      |
| 3        | Barrow             | 2-0           | Moor Green             | 16 novembre 2002 | 2.650      |
| 4        | Bury               | 0-3           | Plymouth               | 16 novembre 2002 | 2.987      |
| 5        | Rochdale           | 3-2           | Peterborough Utd       | 16 novembre 2002 | 2.566      |
| 6        | Yeovil Town        | 0-2           | Cheltenham Town        | 16 novembre 2002 | 6.455      |
| 7        | Vauxhall Motors    | 0-0           | QPR                    | 16 novembre 2002 | 3.507      |
| Replay   | QPR                | 1-1 (3-4 dtr) | Vauxhall Motors        | 26 novembre 2002 | 5.336      |
| 8        | Northwich Victoria | 0-3           | Scunthorpe Utd         | 16 novembre 2002 | 1.724      |
| 9        | Luton Town         | 4-0           | Guiseley               | 16 novembre 2002 | 5.248      |
| 10       | Swindon Town       | 1-0           | Huddersfield Town      | 16 novembre 2002 | 4.210      |
| 11       | Scarborough        | 0-0           | Cambridge Utd          | 16 novembre 2002 | 2.084      |
| Replay   | Cambridge Utd      | 2-1           | Scarborough            | 26 novembre 2002 | 3.373      |
| 12       | Shrewsbury Town    | 4-0           | Stafford Rangers       | 16 novembre 2002 | 5.114      |
| 13       | Wrexham            | 0-2           | Darlington             | 16 novembre 2002 | 3.442      |
| 14       | Tranmere           | 2-2           | Cardiff City           | 16 novembre 2002 | 5.592      |
| Replay   | Cardiff City       | 2-1           | Tranmere               | 26 novembre 2002 | 6.853      |
| 15       | Stockport County   | 4-1           | St Albans City         | 16 novembre 2002 | 3.303      |
| 16       | Wycombe            | 2-4           | Brentford              | 16 novembre 2002 | 5.673      |
| 17       | Kidderminster      | 2-2           | Rushden & Diamonds     | 16 novembre 2002 | 3.079      |
| Replay   | Rushden & Diamonds | 2-1           | Kidderminster          | 26 novembre 2002 | 3.391      |
| 18       | Barnsley           | 1-4           | Blackpool              | 16 novembre 2002 | 6.857      |
| 19       | Bristol Rovers     | 0-0           | Runcorn                | 16 novembre 2002 | 4.135      |
| Replay   | Runcorn            | 1-3           | Bristol Rovers         | 26 novembre 2002 | 2.444      |
| 20       | Northampton Town   | 3-2           | Boston Utd             | 16 novembre 2002 | 4.373      |
| 21       | Hull City          | 0-3           | Macclesfield Town      | 16 novembre 2002 | 7.803      |
| 22       | Carlisle Utd       | 2-1           | Lincoln City           | 16 novembre 2002 | 4.388      |
| 23       | Oldham Athletic    | 2-2           | Burton Albion          | 16 novembre 2002 | 5.802      |
| Replay   | Burton Albion      | 2-2 (4-5 dtr) | Oldham Athletic        | 27 novembre 2002 | 3.416      |
| 24       | Southend Utd       | 1-1           | Hartlepool Utd         | 16 novembre 2002 | 4.984      |
| Replay   | Hartlepool Utd     | 1-2           | Southend Utd           | 26 novembre 2002 | 4.080      |
| 25       | Port Vale          | 0-1           | Crewe Alexandra        | 16 novembre 2002 | 5.507      |
| 26       | Southport          | 4-2           | Notts County           | 16 novembre 2002 | 3.519      |
| 27       | Torquay Utd        | 5-0           | Boreham Wood           | 16 novembre 2002 | 2.739      |
| 28       | York City          | 2-1           | Swansea City           | 26 novembre 2002 | 2.948      |
| 29       | Hereford Utd       | 0-1           | Wigan                  | 16 novembre 2002 | 4.005      |
| 30       | Tiverton Town      | 1-1           | Crawley Town           | 16 novembre 2002 | 1.840      |
| Replay   | Crawley Town       | 3-2           | Tiverton Town          | 26 novembre 2002 | 3.907      |
| 31       | Colchester Utd     | 0-1           | Chester City           | 16 novembre 2002 | 2.901      |
| 32       | Leyton Orient      | 1-1           | Margate                | 16 novembre 2002 | 3.605      |
| Replay   | Margate            | 1-0           | Leyton Orient          | 26 novembre 2002 | 2.048      |
| 33       | Slough Town        | 1-2           | Harrogate R.A.         | 16 novembre 2002 | 1.687      |
| 34       | Farnborough Town   | 5-1           | Harrogate Town         | 16 novembre 2002 | 1.090      |
| 35       | Forest Green       | 0-0           | Exeter City            | 17 novembre 2002 | 2.147      |
| Replay   | Exeter City        | 2-1           | Forest Green           | 26 novembre 2002 | 2.951      |
| 36       | Heybridge Swifts   | 0-7           | Bristol City           | 16 novembre 2002 | 2.046      |
| 37       | Stevenage Borough  | 1-0           | Hastings Utd           | 16 novembre 2002 | 1.821      |
| 38       | Dover Athletic     | 0-1           | Oxford Utd             | 16 novembre 2002 | 4.186      |
| 39       | Dag & Red          | 3-2           | Havant & Waterlooville | 16 novembre 2002 | 1.546      |
| 40       | Team Bath          | 2-4           | Mansfield Town         | 16 novembre 2002 | 5.469      |

## Secondo turno
| Incontro | Squadra in casa   | Risultato | Squadra fuori casa | Data             | Spettatori |
| -------- | ----------------- | --------- | ------------------ | ---------------- | ---------- |
| 1        | Blackpool         | 3-1       | Torquay Utd        | 7 dicembre 2002  | 5.014      |
| 2        | Darlington        | 4-1       | Stevenage Borough  | 7 dicembre 2002  | 3.351      |
| 3        | Macclesfield Town | 2-0       | Vauxhall Motors    | 7 dicembre 2002  | 2.972      |
| 4        | Crewe Alexandra   | 3-0       | Mansfield Town     | 7 dicembre 2002  | 4.563      |
| 5        | Shrewsbury Town   | 3-1       | Barrow             | 7 dicembre 2002  | 4.210      |
| 6        | Stockport County  | 0-3       | Plymouth           | 7 dicembre 2002  | 3.571      |
| 7        | Bristol Rovers    | 1-1       | Rochdale           | 7 dicembre 2002  | 4.369      |
| Replay   | Rochdale          | 3-2       | Bristol Rovers     | 17 dicembre 2002 | 2.206      |
| 8        | Oldham Athletic   | 1-2       | Cheltenham Town    | 7 dicembre 2002  | 4.416      |
| 9        | Southend Utd      | 1-1       | Bournemouth        | 7 dicembre 2002  | 5.721      |
| Replay   | Bournemouth       | 3-2       | Southend Utd       | 17 dicembre 2002 | 5.456      |
| 10       | Exeter City       | 3-1       | Rushden & Diamonds | 7 dicembre 2002  | 2.277      |
| 11       | Scunthorpe Utd    | 0-0       | Carlisle Utd       | 7 dicembre 2002  | 3.590      |
| Replay   | Carlisle Utd      | 0-1       | Scunthorpe Utd     | 23 dicembre 2002 | 6.809      |
| 12       | Margate           | 0-3       | Cardiff City       | 7 dicembre 2002  | 1.362      |
| 13       | Southport         | 0-3       | Farnborough Town   | 7 dicembre 2002  | 2.534      |
| 14       | Morecambe         | 3-2       | Chester City       | 7 dicembre 2002  | 4.293      |
| 15       | York City         | 1-2       | Brentford          | 7 dicembre 2002  | 3.517      |
| 16       | Wigan             | 3-0       | Luton Town         | 7 dicembre 2002  | 4.544      |
| 17       | Cambridge Utd     | 2-2       | Northampton Town   | 7 dicembre 2002  | 5.076      |
| Replay   | Northampton Town  | 0-1       | Cambridge Utd      | 17 dicembre 2002 | 4.591      |
| 18       | Harrogate R.A.    | 1-3       | Bristol City       | 8 dicembre 2002  | 3.500      |
| 19       | Crawley Town      | 1-2       | Dag & Red          | 7 dicembre 2002  | 4.516      |
| 20       | Oxford Utd        | 1-0       | Swindon Town       | 8 dicembre 2002  | 11.645     |

## Terzo turno
| Incontro | Squadra in casa   | Risultato     | Squadra fuori casa | Data            | Spettatori |
| -------- | ----------------- | ------------- | ------------------ | --------------- | ---------- |
| 1        | Blackpool         | 1-2           | Crystal Palace     | 4 gennaio 2003  | 9.062      |
| 2        | Darlington        | 2-3           | Farnborough Town   | 4 gennaio 2003  | 4.260      |
| 3        | Bournemouth       | 0-0           | Crewe Alexandra    | 4 gennaio 2003  | 7.252      |
| Replay   | Crewe Alexandra   | 2-2 (1-3 dtr) | Bournemouth        | 14 gennaio 2003 | 4.540      |
| 4        | Preston N.E.      | 1-2           | Rochdale           | 4 gennaio 2003  | 8.762      |
| 5        | Southampton       | 4-0           | Tottenham          | 4 gennaio 2003  | 25.589     |
| 6        | Walsall           | 0-0           | Reading            | 4 gennaio 2003  | 5.987      |
| Replay   | Reading           | 1-1 (1-4 dtr) | Walsall            | 14 gennaio 2003 | 8.767      |
| 7        | Gillingham        | 4-1           | Sheffield Weds     | 7 gennaio 2003  | 6.434      |
| 8        | Leicester City    | 2-0           | Bristol City       | 4 gennaio 2003  | 25.868     |
| 9        | Aston Villa       | 1-4           | Blackburn          | 4 gennaio 2003  | 23.884     |
| 10       | Bolton            | 1-1           | Sunderland         | 4 gennaio 2003  | 10.123     |
| Replay   | Sunderland        | 2-0           | Bolton             | 14 gennaio 2003 | 14.550     |
| 11       | Grimsby Town      | 2-2           | Burnley            | 4 gennaio 2003  | 5.350      |
| Replay   | Burnley           | 4-0           | Grimsby Town       | 14 gennaio 2003 | 5.436      |
| 12       | Macclesfield Town | 0-2           | Watford            | 4 gennaio 2003  | 4.244      |
| 13       | Wolverhampton     | 3-2           | Newcastle Utd      | 5 gennaio 2003  | 27.316     |
| 14       | West Bromwich     | 3-1           | Bradford City      | 4 gennaio 2003  | 19.909     |
| 15       | Shrewsbury Town   | 2-1           | Everton            | 4 gennaio 2003  | 7.800      |
| 16       | Sheffield Utd     | 4-0           | Cheltenham Town    | 4 gennaio 2003  | 9.166      |
| 17       | Ipswich Town      | 4-0           | Morecambe          | 4 gennaio 2003  | 18.529     |
| 18       | Manchester City   | 0-1           | Liverpool          | 5 gennaio 2003  | 28.586     |
| 19       | Fulham            | 3-1           | Birmingham City    | 5 gennaio 2003  | 9.203      |
| 20       | Brentford         | 1-0           | Derby County       | 4 gennaio 2003  | 8.709      |
| 21       | West Ham Utd      | 3-2           | Nottingham Forest  | 4 gennaio 2003  | 29.612     |
| 22       | Manchester Utd    | 4-1           | Portsmouth         | 4 gennaio 2003  | 67.222     |
| 23       | Norwich City      | 3-1           | Brighton           | 14 gennaio 2003 | 17.205     |
| 24       | Plymouth          | 2-2           | Dag & Red          | 4 gennaio 2003  | 11.885     |
| Replay   | Dag & Red         | 2-0           | Plymouth           | 14 gennaio 2003 | 4.530      |
| 25       | Chelsea           | 1-0           | Middlesbrough      | 4 gennaio 2003  | 29.796     |
| 26       | Scunthorpe Utd    | 0-2           | Leeds Utd          | 4 gennaio 2003  | 8.329      |
| 27       | Cardiff City      | 2-2           | Coventry City      | 4 gennaio 2003  | 16.013     |
| Replay   | Coventry City     | 3-0           | Cardiff City       | 15 gennaio 2003 | 11.997     |
| 28       | Charlton          | 3-1           | Exeter City        | 4 gennaio 2003  | 18.107     |
| 29       | Arsenal           | 2-0           | Oxford Utd         | 4 gennaio 2003  | 35.432     |
| 30       | Stoke City        | 3-0           | Wigan              | 4 gennaio 2003  | 9.618      |
| 31       | Rotherham Utd     | 0-3           | Wimbledon FC       | 4 gennaio 2003  | 4.527      |
| 32       | Cambridge Utd     | 1-1           | Millwall           | 4 gennaio 2003  | 6.864      |
| Replay   | Millwall          | 3-2           | Cambridge Utd      | 14 gennaio 2003 | 7.031      |

## Quarto turno
| Incontro | Squadra in casa  | Risultato     | Squadra fuori casa | Data            | Spettatori |
| -------- | ---------------- | ------------- | ------------------ | --------------- | ---------- |
| 1        | Rochdale         | 2-0           | Coventry City      | 25 gennaio 2003 | 9.156      |
| 2        | Southampton      | 1-1           | Millwall           | 25 gennaio 2003 | 23.809     |
| Replay   | Millwall         | 1-2           | Southampton        | 5 febbraio 2003 | 10.197     |
| 3        | Watford          | 1-0           | West Bromwich      | 25 gennaio 2003 | 16.975     |
| 4        | Walsall          | 2-0           | Wimbledon FC       | 25 gennaio 2003 | 6.693      |
| 5        | Gillingham       | 1-1           | Leeds Utd          | 25 gennaio 2003 | 11.093     |
| Replay   | Leeds Utd        | 2-1           | Gillingham         | 4 febbraio 2003 | 29.359     |
| 6        | Blackburn        | 3-3           | Sunderland         | 25 gennaio 2003 | 14.315     |
| Replay   | Sunderland       | 2-2 (3-0 dtr) | Blackburn          | 5 febbraio 2003 | 15.745     |
| 7        | Wolverhampton    | 4-1           | Leicester City     | 25 gennaio 2003 | 28.164     |
| 8        | Shrewsbury Town  | 0-4           | Chelsea            | 26 gennaio 2003 | 7.950      |
| 9        | Sheffield Utd    | 4-3           | Ipswich Town       | 25 gennaio 2003 | 12.757     |
| 10       | Fulham           | 3-0           | Charlton           | 26 gennaio 2003 | 12.203     |
| 11       | Brentford        | 0-3           | Burnley            | 25 gennaio 2003 | 9.563      |
| 12       | Manchester Utd   | 6-0           | West Ham Utd       | 26 gennaio 2003 | 67.181     |
| 13       | Norwich City     | 1-0           | Dag & Red          | 25 gennaio 2003 | 21.164     |
| 14       | Crystal Palace   | 0-0           | Liverpool          | 26 gennaio 2003 | 26.054     |
| Replay   | Liverpool        | 0-2           | Crystal Palace     | 5 febbraio 2003 | 35.109     |
| 15       | Farnborough Town | 1-5           | Arsenal            | 25 gennaio 2003 | 35.108     |
| 16       | Stoke City       | 3-0           | Bournemouth        | 26 gennaio 2003 | 12.004     |

## Quinto turno
| Incontro | Squadra in casa | Risultato | Squadra fuori casa | Data             | Spettatori |
| -------- | --------------- | --------- | ------------------ | ---------------- | ---------- |
| 1        | Southampton     | 2-0       | Norwich City       | 15 febbraio 2003 | 31.103     |
| 2        | Wolverhampton   | 3-1       | Rochdale           | 16 febbraio 2003 | 23.921     |
| 3        | Sunderland      | 0-1       | Watford            | 15 febbraio 2003 | 26.916     |
| 4        | Sheffield Utd   | 2-0       | Walsall            | 15 febbraio 2003 | 17.510     |
| 5        | Fulham          | 1-1       | Burnley            | 16 febbraio 2003 | 13.062     |
| Replay   | Burnley         | 3-0       | Fulham             | 26 febbraio 2003 | 11.635     |
| 6        | Manchester Utd  | 0-2       | Arsenal            | 15 febbraio 2003 | 67.209     |
| 7        | Crystal Palace  | 1-2       | Leeds Utd          | 16 febbraio 2003 | 24.512     |
| 8        | Stoke City      | 0-2       | Chelsea            | 16 febbraio 2003 | 26.615     |

## Sesto turno
| Arbitro: | Paul Durkin |

|                       |           |                      |
| Jeffers 36’ Henry 45’ | Marcatori | 3’ Terry 83’ Lampard |

| Arbitro: | Steve Bennett |

|           |           |  |
| Kabba 78’ | Marcatori |  |

| Arbitro: | Alan Wiley |

|                     |           |  |
| Smith 74’ Glass 80’ | Marcatori |  |

| Arbitro: | Andy D'Urso |

|                               |           |  |
| Marsden 56’ Butler 81’ (aut.) | Marcatori |  |

### Replay
| Arbitro: | David Elleray |

|           |           |                                         |
| Terry 79’ | Marcatori | 25’ (aut.) Terry 34’ Wiltord 82’ Lauren |

## Semifinali
| Arbitro: | Graham Poll |

|               |           |  |
| Ljungberg 34’ | Marcatori |  |

| Arbitro: | Mike Riley |

|           |           |                                  |
| Gayle 88’ | Marcatori | 43’ Ormerod} Robinson 80’ (aut.) |

## Finale
| Arbitro: | Graham Barber |

|               |            |                 |
| Pirès 38’     | Marcatori  |                 |
| Arsène Wenger | Allenatori | Gordon Strachan |

| Arsenal | Southampton |